# Hollywood (cançó)
«Hollywood» és una cançó de la banda virtual de rock alternatiu Gorillaz amb la col·laboració del raper estatunidenc Snoop Dogg i el músic de house Jamie Principle. Es va publicar el 21 de juny de 2018 com a cinquè senzill de l'àlbum The Now Now.
La versió demo de la cançó va ser enregistrada a la darreria de 2017 mentre la banda estava de gira amb Humanz Tour però encara no la van presentar perquè no consideraven que estigués apunt. Per aquest motiu, el debut oficial es va produir al març de 2018 a Santiago (Xile) però sense que Snoop Dogg hi fos present.

## Llista de cançons
| Núm. | Títol       | Durada |
| ---- | ----------- | ------ |
| 1.   | «Hollywood» | 4:53   |